# Маршалска служба на Съединените щати
Маршалската служба на Съединените щати (на английски: United States Marshals Service, USMS) е правоохранителна служба в САЩ с федерална юрисдикция, подчинена на Департамента на правосъдието на САЩ.
Тя е организацията от този вид с най-дългата история в страната. Създадена е с приемането на Наказателно-процесуалния кодекс от 1789 г. (Judiciary Act of 1789). Службата е подчинена на системата от 94 федерални съдилища (минимум по едно във всеки от петдесетте щата), като към всяко едно от тях има по един офис на щатските маршали. В света няма друга подобна организация, която да съчетава в себе си полицейски и следователски функции, както и охрана на съдебната власт. Службата има пряка юрисдикция върху лицата лишени от свобода чрез влезли в съда присъди от федерални съдилища. Най-зрелищната част от работата на маршалите е издирването, залавянето и въдворяването във федерални затвори на укриващи се престъпници, връчването на призовки. Освен това службата отговаря за тяхното транспортиране, програмата за защита на свидетели и ред други функции, като личната охрана на федерални съдии. Но освен това маршалите разполагат с пълни полицейски правомощия на територията на цялата страна. В Съединените американски щати службата е добила култов статус и е обект на множество игрални филми, сериали и романи.

## История

### Създаване (XVІІІ век)
Американският конгрес назначава първите маршали към Федералния съд на САЩ през 1789 г.

Службата е създадена от Първия конгрес на Съединените американски щати, а президентът Джордж Вашингтон подписва Наказателно-процесуалния кодекс, по който се формира тя на 24 септември 1789 г. Според кодекса основната функция на федералните маршали е привеждането в сила на всички призовки и съдебни решения на федералния съд. Маршалите са федерални служители, натоварени с полицейски функции към съдебните съдилища в тяхната дейност:
„Постановява се така, щото маршал ще се назначава към всеки федерален съд със срок на служба от четири години, като тя може да бъде прекратена във всеки един момент преди изтичането на мандата. Неговите задължения ще бъдат да присъства на заседанията на съдилищата, както и на заседанията на Върховния съд [за маршала, в чиято окръжна юрисдикция се намира] и да изпълнява всички съдебни решения на съдилищата взети в името на Съединените щати, като ще има правото да мобилизира и изисква всякаква помощ за изпълнението на работата му, като ще може да назначава при нужда свои помощници.“
Формално задълженията и правомощията на федералните маршали са разписани в In re Neagle 135 U.S. 1 (1890)
Първоначално маршалите са назначавани като съдебни помощници без заплата, а на хонорар за свършената работа. Това положение се запазва до 1896 г., когато стават съдебни служители с фиксирано месечно възнаграждение.
Много от първите федерални маршали са ветерани от Континенталната армия, доказали се в американската Война за независимост, като маршалът за окръг Ню Йорк Уилям Стивънс Смит – зет на Джон Адамс и по-късно конгресмен.
От самото създаване на американската държава маршалите имат правомощията да назначават специални помощници при нужда от гражданите или от служители на други право-охранителни организации. Това става обикновено, когато преследват престъпник и за залавянето му формират хайка, като гражданите полагат клетва пред тях. Маршалите имат широка свобода да прилагат със сила решенията на федералните съдии, на Конгреса и на Президента на Съединените американски щати. 
Федералните маршали са най-известни със своята пряка право-охраннителна функция, но това е само малка част от работата им. Те също така връчват призовки и други документи на федералните съдилища, провеждат следователски дознания, както и транспортират федерални затворници и следствени. Федералната маршалска служба е изпълнявала и функциите на съдебна администрация, като тя е изституцията, плащала заплатите на съдебните служители, прокурорите и хонорарите на членовете на съдебните журита и свидетелите и техническите експерти. Маршалската служба е наемала сградите за съдилища, за затвори и е наемала служителите за тези институции. Тя е отговаряла за навременното явяване на подсъдимите, свидетелите и членовете на журито.
До 1870 г. маршалите са служителите на федералното правителство, които извършват преброяване на населението на всеки десет години. Освен това те са разпространявали за населението президентските прокламации и укази, събират статистческа информация за търговията и производствата, вписват имената на държавните служители в националния регистър и са представлявали федералното правителство в своя федерален съдебен окръг.

### История през XIX век
При заселването на американския запад маршалите често се оказват единствените федерални служители в дивите и необлагородени райони, току-що заселени от пионерите. Така те са единственото средство против хаоса в Дивия запад, задържайки множество престъпници като Бил Дуулин, Нед Кристи, страховитата Банда на Долтън през 1893 г. Самотни маршали се утвърждават като легендарни герои в лицето на ширещото се беззаконие, като Уайът Ърп, Бат Мастърсън, Далас Студънмайър и Бас Рийвс. Бил Тилгман, Хек Томас и Крис Мадсън стават известни като Тримата пазители, патрулиращи из обширните и пусти територии на Оклахома и Индиана.
Законът за избягалите роби от 1850 г. ги натоварва с издирването и връщането на собствениците им на избягали роби, със сериозни финансови последици при неизпълнение.
На 26 октомври 1881 г. заместник-маршал Върджил Ърп, братята му специални заместник-маршали Морган и Уайът Ърп и специален заместник-маршал Джон „Док“ Холидей поразяват в легендарна престрелка пред Окей Корал в Тумбстоун, Аризона братята Франк и Том МакЛаури и Били Клантън.
През 1894 г. маршалите потушават стачката на железопътните работници на Пулман, а през 20-те години на ХХ век съблюдават Сухия режим.

### Модерна история (ХХ-ХХІ век)
Във военно време маршалите регистрират гражданите на страни, с които САЩ са във война, пребиваващи на американска територия, затварят границите пред опасността от въоръженото им нарушаване, както и отговарят за размяната на заловени шпиони между САЩ и СССР.
През 1960-те години маршалите са задействани по времем на борбата за граждански права в Южните щати, за да охраняват чернокожи американски граждани в осъществяване на конституционните им права. Кампанията за човешките права е приоритетна за президента Джон Фицджералд Кенеди и в това тоя среща пълната подкрепа на брат си Робърт – главен прокурор и в това си качество е висш ръководител на Маршалската служба. Така например 127 маршали придружават Джеймс Меридит при записването му в сегрегирания Университет на Мисисипи. Присъствието им предизвиква безредици на територията на учебното заведение, при което президентът Джон Кенеди задейства Националната гвардия на Мисисипи за потушаването им. Маршалите удържат на натиска от тълпата и Меридит се записва като студент. Заместник-маршалите на службата осигуряват охраната му през цялата първа година от следването му.
Службата като федерален орган е създадена едва през 1969 г., за пръв път обединявайки всички федерални маршали на територията на САЩ.
От 1989 г. Маршалската служба отговаря за право-охранителните дейности в Американската антарктическа територия. Маршали са осигурявали охраната на олимпийски състезатели, на Елиан Гонсалес, на клиники за аборти. През 2003 г. маршалите издирват копието на щата Северна Каролина на Декларацията на правата.

## Етимология на названието
Значението на думата „маршал“ в английския език и особено в Съединените щати е по-различно от значението на думата в Европа. На Стария континент думата има основно 2 значения. Едното е на хофмаршал на двора. Това е изключително високопоставено лице в свитата на монарх. Другото значение е на военно звание, като фелдмаршал е най-високото възможно военно звание в сухопътните сили, тъй като генералисимус е почетна военна титла на държавен глава (на монархия или република). Тези думи – хофмаршал и фелдмаршал, имат тясна връзка с монархическото управление и европейския абсолютизъм, с който Бащите-основатели на американската нация искат категорично да скъсат. Когато Джордж Вашингтон оглавява Континенталната армия, Континенталният конгрес не го произвежда в звание маршал, а в новосъздаденото звание „генерал на армиите“. Освен това в английския език глаголът to marshal означава „разпореждам се“, което добре пасва на първоначалната функция на маршалите като съдебни пристави и призовкари. Обичайното в България превеждане на U.S. marshal като „щатски шериф“ е неправилно. Преди всичко „щатски“ невярно сочи, че юрисдикцията им произлиза от съдебните системи на щатите, а не от федералната. „Шериф“ също е неправилен превод, тъй като шерифите по правило се избират от гражданите, а маршалите се назначават, но в известен смисъл е приемлив компромис, тъй като има пряк паралел между естеството на работата на шерифите в САЩ на ниво окръг и естеството на работата на маршалите на САЩ на федерално ниво.

## Функции на службата
Маршалската служба е отговорна за задържането на издирвани лица, осигуряването на сигурността на федералните съдилища, съдиите и защитени лица, транспортирането на федерални затворници и разпореждането с конфискувано имущество. Службата извършва 55,2% от арестите на федерални затворници, укриващи се от правосъдието. Само през 2012 г. маршалите задържат 36 000 лица, укриващи се от федералното правосъдие и приключват 39 000 случая.
Останали от времената на Дивия запад са правомощията на маршалите да мобилизират всеки гражданин за формирането на хайка за залавянето на опасни престъпници. С приемането на Posse Comitatus Act, това не се отнася за военнослужещи по време на действителна служба.

## Организация
Централата на Маршалската служба на САЩ е разположена в окръг Арлингтън, щата Вирджиния. Службата е пряко подчинена на главния прокурор на САЩ. Начело стои директор, подпомаган от заместник-директор.

### Главна дирекция
- Директор: Дейвид Харлоу (в.и.д.)[10].
  - Заместник-директор
    - Главен секретар

    - Дирекция за равни възможности (EEO)
    - Финансов отдел (FSD)
    - Офис за вътрешни комуникации (OIC)
    - Съвещателен офис (OGC)
    - Офис за професионална отговорност (OPR)
    - Административен директорат (ADA)
      - Учебен отдел (TD)
      - Отдел човешки ресурси (HRD)
      - Отдел информационни технологии (ITD)
      - Отдел за връзки с Конгреса и с обществеността

      - Отдел за мениджмънт (MSD)
      - Отдел за конфискации (AFD)

    - Оперативен директорат (ADO)
      - Отдел за сигурност на съдебната власт (JSD)
      - Следствен отдел (IOD)
      - Отдел за защита на свидетели (WSD)
      - Система за конвоиране на федерални подсъдими и затворници (JPATS)
      - Отдел за тактически операции (TOD)
        - Група за специални операции (SOG)

      - Отдел за места за лишаване от свобода (POD)

### Окръзи
Федералната съдебна система на Съединените американски щати включва 94 федерални окръжни съдилища. Във всеки окръг президентът назначава със съгласието на Сената Маршал на САЩ, Заместник-маршал на САЩ (и Помощник заместник-маршал на САЩ в по-големите съдебни окръзи), наблюдаващи заместник-маршали и заместник-маршали.
Функциите на Маршал на САЩ в 13те федерални апелативни съдилища, които са втората инстанция във федералната съдебна система, изпълнява маршалът, в чийто съдебен федерален окръг е разположен съответният федерален апелативен съд.

## Заместник-маршали на САЩ

### Обучение и служебни задължения
Службата набира служителите си на конкурсна основа, подобни на процесите в други подобни организации. През подбора преминавт по-малко от 5% от кандидатите. Като минимално изискване за допускане до конкурс е бакалавърска степен от висше учебно заведение или четиригодишен стаж от право-охранителна служба. Процесът на кандидатстване включва писмен тест, интервю пред комисия, подробно проучване на миналото на кандидата, медицински прегледи и покриване на тежки физически нормативи.

Срокът на обучение е 19 седмици по програма във Федералния учебен център за право-охрана в Глинко, Джорджия.
Заместник-маршалите извършват криминални разследвания, обиски, връчват призовки. Те също така охраняват съдии и други лица от федералната съдебна система, конфискуват и осъществяват търгове на конфискувано имущество и провеждат програмата за защита на свидетели, която е под тяхна юрисдикция.
Макар в българския език да е прието английската дума „deputy“ да се превежда като заместник (например sheriff's deputy се превежда като заместник-шериф), правилният превод на deputy U.S. marshal всъщност е делегиран маршал на САЩ, тъй като 94-та маршали и техните Главни заместник-маршали се назначават от Президента и така получават прамощосията си, то заместник-маршалите полагат клетва пред маршала на съответния федерален съдебен окръг, при което той им делегира правомощията си.

### Длъжности
Макар служителите популярно да са известни просто като „маршали“ в действителност за повечето от тях това не е официалната им длъжност.

- Директор на Маршалската служба на Съединените американски щати.[11]
- Маршал на Съединените щати. По един за всеки от 94те федерални съдилища. Това е лицето, което оглавява съответната териториална служба. Това е политическо назначение.
- Главен заместник-маршал на Съединените американски щати. По един за всеки от 94те федерални съдилища. Това е лицето, което е отговорно за работата на съответната териториална служба. То е маршал с дългогодишна кариера. Съотнесено приблизително към българската право-охранителна система връзката между маршал и главен заместник-маршал в съответния окръжен федерален съд е подобна на връзката между министър на вътрешните работи и главен секретар на МВР.
- Наблюдаващ заместник-маршал на Съединените американски щати. Приблизително това е началник на отдел, който е пряк началник на поне трима редови Заместник-маршали на Съединените американски щати и отговаря за работата на помощни служители в службата.
- Заместник-маршал на Съединените американски щати. Това са редовите служители, изпълняващи основните функции на службата. Съответстват на полеви агенти в други федерални право-охранителни служби в САЩ.
- множество помощни служители – технически експерти, администратори, които не са маршали и не разполагат с полицейски правомощия.

### Инспектор
Длъжността инспектор е за заместник-маршали, които не заемат ръководни позиции в службата. Всъщност е повишение за дългогодишна работа, обикновено за заместник-маршалите, работещи по Програмата за защита на свидетели и за заместник-маршалите, оглавяващи оперативни групи от служители от различни право-охранителни служби под егидата на Департамента по правосъдие на федералното правителство (т. нар. „task force“).
Заместник-маршалите на Отдела за борба с организираната престъпност и наркотрафика (OCDETF) също са Старши инспектори. 

### Специални заместник-маршали на САЩ
Директорът на Маршалската служба има правомощия да назначава следните, които да изпълняват функциите на заместник-маршали във всеки един федерален съдебен окръг:

- служители на Департамента по правосъдие на федералното правителство;
- служители на федерални, щатски или местни право-охранителни органи;
- служители на частни охранителни фирми за охраната на съдебни сгради;
- други лица в съответствие с директива 28 CFR 0.19(a)(3) на Главния прокурор на САЩ.[13]

### Служители за охрана на съдебната власт
Служителите за охрана на съдебната власт (CSOs) са бивши полицейски служители с ограничени маршалски правомощия. те отговарят за сигурността в съдебните учреждения чрез техники за наблюдение, оценка на риска и специална техника. Наброяват над 4700 в над 400 обекта на федералната съдебна система.

### Служители в местата за лишаване от свобода
Служителите в местата за лишаване от свобода (DEO 1802s) са надзиратели във федералните затвори или следствените арести. Отговарят както за затворите и арестите, така и за транспорта на подсъдими и затворници до съдебни заседания и обратно, за сигурността в съдебните зали по време на заседания и в стаите за изчакване в съдилищата.
Служителите в местата за лишаване от свобода са заместник-маршали с пълни полицейски правомощия.

## Група за специални операции (SOG)
Групата за специални операции (Special Operations Group (SOG) е създадена през 1971 г.
Тя е самостоятелно звено в рамките на службата, способно да реагира във всяка една точка на Съединените щати и отвъдморските им територии. Характерна особеност е, че членовете ѝ са редови заместник-маршали в различните териториални отдели, които са в 24-часова готовност за действие в групата, наред с редовите си задължения. Малка група заместник-маршали влизат в звеното за незабавна реакция, разположено в Центъра за тактически операции на Маршалската служба в Кемп Борегард.
Членовете покриват изключително високи стандарти за физическа и психическа подготовка. Сред задачите на групата влизат: задържането на изключително опасни криминално проявени лица, физическа охрана съдии и свидетели, охрана на обекти на федералната съдебна система, транспорт на особено опасни подсъдими и затворници, конфискация на имущество. Членовете на групата са въоръжени спистолети M1911A1 Springfield pro rail (.45 ACP), щурмови карабини AR-15 и пушки-помпи Remington 870 shotguns.

## Огнестрелно оръжие
Основното лично стрелково оръжие на маршалите са австрийските пистолети Glock модели 22, 23 и 27.

## Смъртни случаи при изпълнение на служебните задължения
Над 200 маршали, заместник-маршали и специални заместник-маршали са загубили живота си при изпълнение на службата. Първият случай е на 11 януари 1794 г., когато маршал Робърт Форсайт е застрелян при връчване на призовка в Огъста, Джорджия. Имената им са изписани на почетна стена в централата на службата.

## Маршалската служба в киното и телевизията
Вълнуващата и напрегната работа на федералните маршали е извор на вдъжновение за множество режисьори, продуценти, сценаристи и писатели. Ето някои от филмите и сериалите, които най-добре представят различни аспекти от работата им:
| Оригинално заглавие | Художествен мотив                                                                                       | Конкретен случай | |
| --- | --- | --- | --- |
| Тумбстоун 1993 г. Tombstone, игрален филм                                                                                 | Отразява романтичната страна на службата от времената на Дивия Запад.                                   | Филмът пресъздава легендарната престрелка между братята Ърп и бандити пред О.К. Корал в Тумбстоун, Аризона на 2 октомври 1881 г. | Историческа снимка на град Тумбстоун, вероятно от годината на престрелката                                                                              |
| Оправдана 2010 г. Justified, сериал                                                                                       | Отразява работата на отделния заместник-маршал в малко провинциално градче в духа на отминалата епоха.  | Сериалът пресъздава работата на маршала на ръба на позволеното и широките му правомощия, от които идва и заглавието (оправдана употреба на смъртоносна сила). В миналото думата на маршал, че е убил заподозрян при оправдана самозащита е била достатъчна пред съдебните власти.       | Сет Бълок, известен шериф и федерален маршал от епохата на Дивия запад, който може да е послужил като прототип за образа на главния герой в сериала     |
| Беглецът 1993 г. The Fugitive, игрален филм                                                                               | Отразява работата на службата по залавянето на укрили се от правосъдието лица.                          | Филмът пресъздава бягството на несправедливо осъден за убийство човек и преследващата го група от федерални заместник-маршали. | Сцена от реалния живот на федералните маршали: комбиниран екип от маршали и окръжни шерифи провежда акция по задържане на издирвани                     |
| Щатски шерифи 1998 г. U.S. Marshalls, игрален филм, правилен превод на български би бил „Маршали на САЩ“ (вж. етимология) | Отразява работата на службата по залавянето на укрили се от правосъдието лица.                          | Филмът пресъздава издирвателната работа на група по задържане, ръководена от федерални заместник-маршали. | Сцена от реалния живот на федералните маршали: съвместна операция с местни полицейски служители по залавяне на укриващи се бегълци от правосъдието      |
| Преследване 2010 г. Chase, сериал                                                                                         | Отразява следователската работа на службата.                                                            | Сериалът пресъздава работата на група помощник-маршали от окръжния офис в Остин, Тексас, които разследват тежки криминални престъпления, извършени от лица осъдени от федералните съдилища. Работата им включва разследване, профайлинг, преследване и залавяне на особено опасни лица. | Сцена от реалния живот на федералните маршали: тактическа група, състояща се от маршали и окръжни шерифи, претърсва жилища за укриващи се в тях бегълци |
| Федерални свидетели 2008 г. In Plain Sight, сериал                                                                        | Отразява работата на службата по Програмата за защита на свидетели.                                     | Сериалът пресъздава работата на инспектори от службата в бюрото в Албъкърки, Ню Мексико, които охраняват защитени свидетели и свидетели с променена самоличност. | Сцена от реалния живот на федералните маршали: въоръжени с картечен пистолет и гладкостволна пушка маршали ескортират защитен свидетел                  |
| Въздушен конвой 1997 г. Con Air, игрален филм                                                                             | Отразява работата на службата по Системата на правосъдието за транспортиране на затворници и подсъдими. | Сериалът пресъздава работата на инспектори от Системата на правосъдието за транспортиране на затворници и подсъдими, която е подчинена на Маршалската служба. | Сцена от реалния живот на федералните маршали: маршал охранява затворници при слизането им самолет, с който са били превозени                           |